# Skidoo

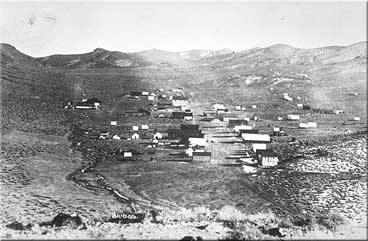
Skidoo nel 1906

Skidoo è una ex comunità non incorporata nella contea di Inyo in California. L'area si trova ad un'altitudine di 1734 metri ed è inserita nella lista degli National Register of Historic Places. È considerata una città fantasma solo virtualmente in quanto oggi nella zona dove sorgeva la cittadina non rimane più alcuna struttura visibile.

## Storia
Skidoo divenne famosa nel primo decennio del ventesimo secolo quando l'oro venne scoperto nella zona. Come tante altre cittadine sorte nello stesso periodo la sua economia dipese primariamente dal profitto generato dalla vicina miniera detta Skidoo Mine attiva dal 1906 al 1917.
Durante questo periodo dalla miniera vennero estratte circa 75000 once d'oro.
Con la chiusura della miniera anche la città venne abbandonata.